# FA Cup 2022-23
La FA Cup 2022-23 fue la 142.ª edición del torneo de fútbol más antiguo del mundo, también conocida como «Emirates FA Cup 2022-23» por motivos de patrocinio. 
El campeón de esta edición fue el Manchester City FC al derrotar en la final al Manchester United, por un marcador de 2-1, en el Estadio de Wembley.

## Equipos participantes
La FA CUP es una competición eliminatoria en la que participan 124 equipos que intentan llegar a la final en Wembley en junio de 2023. La competencia consistió en los 92 equipos del sistema de la Football League (20 equipos de la Premier League y los 72 en total del EFL Championship, EFL League One y EFL League Two) más los 32 equipos supervivientes de 640 equipos del Sistema de ligas de fútbol de Inglaterra (todos menos once clubes del 5 al 9 y once reemplazos del nivel 10 del Sistema de ligas de fútbol de Inglaterra) que comenzaron la competencia en las rondas de clasificación. Las rondas de clasificación se realizan sobre una base geográfica y las rondas principales de competencia se sortean al azar, por lo general, ya sea al finalizar la ronda anterior o en la noche del último juego televisado de una ronda que se está jugando, según los derechos de transmisión de televisión. 
| Ronda            | Fecha principal         | Número de partidos | Cantidad de equipos que pasan a la siguiente ronda | Equipos que entran en la ronda | Premio económico del ganador | Premio económico del perdedor | Divisiones que entran en esa ronda                                                        |
| ---------------- | ----------------------- | ------------------ | -------------------------------------------------- | ------------------------------ | ---------------------------- | ----------------------------- | ----------------------------------------------------------------------------------------- |
| Primera Ronda    | 5 de noviembre de 2022  | 40                 | 124 → 84                                           | 48                             | £41,000                      | Ninguno                       | 24 equipos de la English Football League One 24 equipos de la English Football League Two |
| Segunda Ronda    | 26 de noviembre de 2022 | 20                 | 84 → 64                                            | Ninguno                        | £67,000                      | Ninguno                       | Ninguno                                                                                   |
| Tercera Ronda    | 7 de enero de 2023      | 32                 | 64 → 32                                            | 44                             | £105,000                     | Ninguno                       | 20 equipos de la Premier League 24 equipos de la EFL Championship                         |
| Cuarta Ronda     | 28 de enero de 2023     | 16                 | 32 → 16                                            | Ninguno                        | £120,000                     | Ninguno                       | Ninguno                                                                                   |
| Quinta Ronda     | 1 de marzo de 2023      | 8                  | 16 → 8                                             | Ninguno                        | £225,000                     | Ninguno                       | Ninguno                                                                                   |
| Cuartos de final | 18 de marzo de 2023     | 4                  | 8 → 4                                              | Ninguno                        | £450,000                     | Ninguno                       | Ninguno                                                                                   |
| Semifinal        | 22 de abril de 2023     | 2                  | 4 → 2                                              | Ninguno                        | £1,000,000                   | £500,000                      | Ninguno                                                                                   |
| Final            | 3 de junio de 2023      | 1                  | 2 → 1                                              | Ninguno                        | £2,000,000                   | £1,000,000                    | Ninguno                                                                                   |

Source: FA Cup

## Rondas de clasificación
Todos los equipos que no pertenezcan a las primeras cuatro divisiones de la pirámide del fútbol Inglés (Premier League, Championship, League One y League Two) tienen que jugar rondas de clasificación, la cantidad varía dependiendo de la división en la que se encuentre el equipo.
En caso de empates en la primera, segunda, tercera y cuarta ronda, hubo partido de desempate (replay) en el estadio del equipo visitante de la ida y si en estos partidos de desempate persistió el empate, jugaron prórroga y penaltis. Los partidos de desempate de tercera y cuarta ronda volvieron después de que fueran cancelados en las ediciones de 2020-21 y 2021-22 debido a la congestión del calendario por culpa de la pandemia.

## Primera ronda
Los ganadores de los 32 partidos de la última ronda de preclasficación se unieron a los equipos de League One y League two en las 40 llaves disputadas durante el fin de semana del 4 de noviembre de 2022. El sorteo se llevó a cabo el 17 de octubre de 2022 por Dion Dublin y Alan Smith. En esta ronda los equipos en la división más baja de la pirámide fueron Alvechurch, Bracknell Town, Coalville Town, Merthyr Town, Needham Market y South Shields, todos de séptima división. En caso de empate hubo partido de desempate (replay).
| Equipo 1            | Resultado | Equipo 2             |
| ------------------- | --------- | -------------------- |
| Sheffield Wednesday | 2–0       | Morecambe            |
| Hereford            | 1–3       | Portsmouth           |
| South Shields       | 0–2       | Forest Green Rovers  |
| Bradford City       | 0–1       | Harrogate Town       |
| Bolton Wanderers    | 1–2       | Barnsley             |
| Boreham Wood        | 3–1       | Eastleigh            |
| Maidenhead United   | 0–1       | Dagenham & Redbridge |
| Crawley Town        | 1–4       | Accrington Stanley   |
| Solihull Moors      | 2–2       | Hartlepool United    |
| Fylde               | 1–1       | Gillingham           |
| Peterborough United | 0–0       | Salford City         |
| Sutton United       | 0–2       | Farnborough          |
| Grimsby Town        | 5–1       | Plymouth Argyle      |
| Milton Keynes Dons  | 6–0       | Taunton Town         |
| Ebbsfleet United    | 2–1       | FC Halifax Town      |
| Carlisle United     | 2–1       | Tranmere Rovers      |
| Chippenham Town     | 1–0       | Lincoln City         |
| Shrewsbury Town     | 2–1       | York City            |
| Buxton              | 2–0       | Merthyr Town         |
| Charlton Athletic   | 4–1       | Coalville Town       |
| Weymouth            | 1–1       | Wimbledon            |
| Newport County      | 2–0       | Colchester United    |
| Stockport County    | 4–0       | Swindon Town         |
| Doncaster Rovers    | 0–1       | King's Lynn Town     |
| Gateshead           | 2–3       | Stevenage            |
| Fleetwood Town      | 3–1       | Oxford City          |
| Burton Albion       | 2–0       | Needham Market       |
| Port Vale           | 2–3       | Exeter City          |
| Bristol Rovers      | 1–0       | Rochdale             |
| Wycombe Wanderers   | 0–2       | Walsall              |
| Crewe Alexandra     | 1–0       | Leyton Orient        |
| Barnet              | 1–1       | Chelmsford City      |
| Chesterfield        | 1–0       | Northampton Town     |
| Cheltenham Town     | 1–2       | Alvechurch           |
| Barrow              | 0–1       | Mansfield Town       |
| Wrexham             | 3–0       | Oldham Athletic      |
| Curzon Ashton       | 0–0       | Cambridge United     |
| Torquay United      | 2–2       | Derby County         |
| Bracknell Town      | 0–3       | Ipswich Town         |
| Woking              | 1–2       | Oxford United        |

| Equipo 1            | Resultado    | Equipo 2       |
| ------------------- | ------------ | -------------- |
| Chelmsford          | 0–1          | Barnet         |
| Gillingham          | 1–0          | Fylde          |
| Wimbledon           | 3–1          | Weymouth       |
| Hartlepool United   | 1–1 (4–3 p.) | Solihull Moors |
| Cambridge United    | 0–0 (4–2 p.) | Curzon Ashton  |
| Derby County        | 5–0          | Torquay United |
| Peterborough United | 3–0          | Salford        |

## Segunda ronda
El sorteo de la segunda ronda de la FA Cup fue llevado acabó por Jermaine Beckford y Mickey Thomas, este consistía de los 40 equipos ganadores de la primera ronda. La segunda ronda tuvo un equipo de séptima división, Alvechurch quién venció al equipo de la League One Cheltenham Town en la primera ronda. En caso de empate hubo partido de desempate (replay).
| Equipo 1             | Resultado | Equipo 2            |
| -------------------- | --------- | ------------------- |
| King's Lynn Town     | 0–3       | Stevenage           |
| Cambridge United     | 1–2       | Grimsby Town        |
| Accrington Stanley   | 1–0       | Barnet              |
| Barnsley             | 3–0       | Crewe Alexandra     |
| Forest Green Rovers  | 2–1       | Alvechurch          |
| Portsmouth           | 3–2       | Milton Keynes Dons  |
| Shrewsbury Town      | 3–1       | Peterborough United |
| Hartlepool United    | 3–1       | Harrogate Town      |
| Charlton Athletic    | 2–2       | Stockport County    |
| Oxford United        | 4–1       | Exeter City         |
| Sheffield Wednesday  | 2–1       | Mansfield Town      |
| Wimbledon            | 0–2       | Chesterfield        |
| Walsall              | 2–1       | Carlisle United     |
| Wrexham              | 4–1       | Farnborough         |
| Dagenham & Redbridge | 1–1       | Gillingham          |
| Ebbsfleet United     | 0–1       | Fleetwood Town      |
| Bristol Rovers       | 0–2       | Boreham Wood        |
| Burton Albion        | 6–1       | Chippenham Town     |
| Newport County       | 1–2       | Derby County        |
| Ipswich Town         | 4–0       | Buxton              |

| Equipo 1         | Resultado | Equipo 2             |
| ---------------- | --------- | -------------------- |
| Stockport County | 3–1       | Charlton Athletic    |
| Gillingham       | 3–2       | Dagenham & Redbridge |

## Tercera ronda
El sorteo de la tercera ronda se llevó a cabo el 28 de noviembre de 2022, consiste de los 20 ganadores de la ronda anterior, los 20 equipos de la Premier League y los 24 equipos de la EFL Championship. Esta ronda tiene tres equipos de la National League, Boreham Wood, Wrexham y Chesterfield. En caso de empate hubo partido de desempate (replay), el cual volvió después de que fuera cancelado en las ediciones de 2020-21 y 2021-22 debido a la congestión del calendario por culpa de la pandemia.
| Equipo 1            | Resultado | Equipo 2                |
| ------------------- | --------- | ----------------------- |
| Manchester United   | 3–1       | Everton                 |
| Preston North End   | 3–1       | Huddersfield Town       |
| Tottenham Hotspur   | 1–0       | Portsmouth              |
| Gillingham          | 0–1       | Leicester City          |
| Crystal Palace      | 1–2       | Southampton             |
| Reading             | 2–0       | Watford                 |
| Middlesbrough       | 1–5       | Brighton & Hove Albion  |
| Chesterfield        | 3–3       | West Bromwich Albion    |
| Boreham Wood        | 1–1       | Accrington Stanley      |
| Bournemouth         | 2–4       | Burnley                 |
| Fleetwood Town      | 2–1       | Queens Park Rangers     |
| Blackpool           | 4–1       | Nottingham Forest       |
| Hull City           | 0–2       | Fulham                  |
| Millwall            | 0–2       | Sheffield United        |
| Shrewsbury Town     | 1–2       | Sunderland              |
| Ipswich Town        | 4–1       | Rotherham United        |
| Brentford           | 0–1       | West Ham United         |
| Coventry City       | 3–4       | Wrexham                 |
| Luton Town          | 1–1       | Wigan Athletic          |
| Grimsby Town        | 1–0       | Burton Albion           |
| Sheffield Wednesday | 2–1       | Newcastle United        |
| Liverpool           | 2–2       | Wolverhampton Wanderers |
| Derby County        | 3–0       | Barnsley                |
| Bristol City        | 1–1       | Swansea City            |
| Stockport County    | 1–2       | Walsall                 |
| Cardiff City        | 2–2       | Leeds United            |
| Norwich City        | 0–1       | Blackburn Rovers        |
| Hartlepool United   | 0–3       | Stoke City              |
| Manchester City     | 4–0       | Chelsea                 |
| Aston Villa         | 1–2       | Stevenage               |
| Oxford United       | 0–3       | Arsenal                 |
| Forest Green Rovers | 1–2       | Birmingham City         |

| Equipo 1                | Resultado   | Equipo 2     |
| ----------------------- | ----------- | ------------ |
| Wolverhampton Wanderers | 0–1         | Liverpool    |
| West Bromwich Albion    | 4–0         | Chesterfield |
| Wigan Athletic          | 1–2         | Luton Town   |
| Swansea City            | 1–2 (t. s.) | Bristol City |
| Leeds United            | 5–2         | Cardiff City |
| Accrington Stanley      | 1–0 (t. s.) | Boreham Wood |

## Cuarta ronda
El sorteo de la cuarta ronda, tuvo lugar el 8 de enero de 2023, consistió de los 32 ganadores de la tercera ronda. Esta ronda contiene un equipo de la National League, con sede en Gales, el Wrexham. En caso de empate hubo partido de desempate o replay, el cual volvió después de que fuera cancelado en las ediciones de 2020-21 y 2021-22 debido a la congestión del calendario por culpa de la pandemia.
Los enfrentamientos de esta fase se realizaron entre 27 de enero y 8 de febrero de 2023.
| Equipo 1               | Resultado | Equipo 2             |
| ---------------------- | --------- | -------------------- |
| Blackburn Rovers       | 2–2       | Birmingham City      |
| Brighton & Hove Albion | 2–1       | Liverpool            |
| Derby County           | 0–2       | West Ham United      |
| Fulham                 | 1–1       | Sunderland           |
| Ipswich Town           | 0–0       | Burnley              |
| Manchester United      | 3–1       | Reading              |
| Preston North End      | 0–3       | Tottenham Hotspur    |
| Sheffield Wednesday    | 1–1       | Fleetwood Town       |
| Southampton            | 2–1       | Blackpool            |
| Stoke City             | 3–1       | Stevenage            |
| Luton Town             | 2–2       | Grimsby Town         |
| Walsall                | 0–1       | Leicester City       |
| Wrexham                | 3–3       | Sheffield United     |
| Manchester City        | 1–0       | Arsenal              |
| Bristol City           | 3–0       | West Bromwich Albion |
| Accrington Stanley     | 1–3       | Leeds United         |

| Equipo 1         | Resultado   | Equipo 2            |
| ---------------- | ----------- | ------------------- |
| Birmingham City  | 0–1 (t. s.) | Blackburn Rovers    |
| Burnley          | 2–1         | Ipswich Town        |
| Grimsby Town     | 3–0         | Luton Town          |
| Fleetwood Town   | 1–0         | Sheffield Wednesday |
| Sheffield United | 3–1         | Wrexham             |
| Sunderland       | 2–3         | Fulham              |

## Fase final

### Cuadro de desarrollo
|  | Octavos de final                   | Octavos de final                   | Octavos de final                   |                   |                        | Cuartos de final         | Cuartos de final         | Cuartos de final         |  |                        | Semifinales              | Semifinales              | Semifinales              |  |                 | Final              | Final              | Final              |  |
|  | 28 de febrero y 1 de marzo de 2023 | 28 de febrero y 1 de marzo de 2023 | 28 de febrero y 1 de marzo de 2023 |                   |                        | 18 y 19 de marzo de 2023 | 18 y 19 de marzo de 2023 | 18 y 19 de marzo de 2023 |  |                        | 22 y 23 de abril de 2023 | 22 y 23 de abril de 2023 | 22 y 23 de abril de 2023 |  |                 | 3 de junio de 2023 | 3 de junio de 2023 | 3 de junio de 2023 |  |
|  |                                    |                                    |                                    |                   |                        |                          |                          |                          |  |                        |                          |                          |                          |  |                 |                    |                    |                    |  |
|  |                                    |                                    |                                    |                   |                        |                          |                          |                          |  |                        |                          |                          |                          |  |                 |                    |                    |                    |  |
|  | Bristol City                       | Bristol City                       | 0                                  |                   |                        |                          |                          |                          |  |                        |                          |                          |                          |  |                 |                    |                    |                    |  |
|  | Bristol City                       | Bristol City                       | 0                                  |                   |                        |                          |                          |                          |  |                        |                          |                          |                          |  |                 |                    |                    |                    |  |
|  | Manchester City                    | Manchester City                    | 3                                  |                   |                        |                          |                          |                          |  |                        |                          |                          |                          |  |                 |                    |                    |                    |  |
|  | Manchester City                    | Manchester City                    | 3                                  |                   | Manchester City        | Manchester City          | 6                        |                          |  |                        |                          |                          |                          |  |                 |                    |                    |                    |  |
|  |                                    |                                    |                                    |                   | Manchester City        | Manchester City          | 6                        |                          |  |                        |                          |                          |                          |  |                 |                    |                    |                    |  |
|  |                                    |                                    | Burnley                            | Burnley           | 0                      |                          |                          |                          |  |                        |                          |                          |                          |  |                 |                    |                    |                    |  |
|  | Burnley                            | Burnley                            | Burnley                            | Burnley           | 0                      | 1                        |                          |                          |  |                        |                          |                          |                          |  |                 |                    |                    |                    |  |
|  | Burnley                            | Burnley                            |                                    |                   |                        |                          |                          |                          |  |                        |                          |                          |                          |  |                 |                    |                    |                    |  |
|  | Fleetwood Town                     | Fleetwood Town                     | 0                                  |                   |                        |                          |                          |                          |  |                        |                          |                          |                          |  |                 |                    |                    |                    |  |
|  | Fleetwood Town                     | Fleetwood Town                     | 0                                  |                   |                        |                          |                          |                          |  | Manchester City        | Manchester City          | 3                        |                          |  |                 |                    |                    |                    |  |
|  |                                    |                                    |                                    |                   |                        |                          |                          |                          |  | Manchester City        | Manchester City          | 3                        |                          |  |                 |                    |                    |                    |  |
|  |                                    |                                    | Sheffield United                   | Sheffield United  | 0                      |                          |                          |                          |  |                        |                          |                          |                          |  |                 |                    |                    |                    |  |
|  | Sheffield United                   | Sheffield United                   | Sheffield United                   | Sheffield United  | 0                      | 1                        |                          |                          |  |                        |                          |                          |                          |  |                 |                    |                    |                    |  |
|  | Sheffield United                   | Sheffield United                   |                                    |                   |                        |                          |                          |                          |  |                        |                          |                          |                          |  |                 |                    |                    |                    |  |
|  | Tottenham Hotspur                  | Tottenham Hotspur                  | 0                                  |                   |                        |                          |                          |                          |  |                        |                          |                          |                          |  |                 |                    |                    |                    |  |
|  | Tottenham Hotspur                  | Tottenham Hotspur                  | 0                                  |                   | Sheffield United       | Sheffield United         | 3                        |                          |  |                        |                          |                          |                          |  |                 |                    |                    |                    |  |
|  |                                    |                                    |                                    |                   | Sheffield United       | Sheffield United         | 3                        |                          |  |                        |                          |                          |                          |  |                 |                    |                    |                    |  |
|  |                                    |                                    | Blackburn Rovers                   | Blackburn Rovers  | 2                      |                          |                          |                          |  |                        |                          |                          |                          |  |                 |                    |                    |                    |  |
|  | Leicester City                     | Leicester City                     | Blackburn Rovers                   | Blackburn Rovers  | 2                      | 1                        |                          |                          |  |                        |                          |                          |                          |  |                 |                    |                    |                    |  |
|  | Leicester City                     | Leicester City                     |                                    |                   |                        |                          |                          |                          |  |                        |                          |                          |                          |  |                 |                    |                    |                    |  |
|  | Blackburn Rovers                   | Blackburn Rovers                   | 2                                  |                   |                        |                          |                          |                          |  |                        |                          |                          |                          |  |                 |                    |                    |                    |  |
|  | Blackburn Rovers                   | Blackburn Rovers                   | 2                                  |                   |                        |                          |                          |                          |  |                        |                          |                          |                          |  | Manchester City | Manchester City    | 2                  |                    |  |
|  |                                    |                                    |                                    |                   |                        |                          |                          |                          |  |                        |                          |                          |                          |  | Manchester City | Manchester City    | 2                  |                    |  |
|  |                                    |                                    | Manchester United                  | Manchester United | 1                      |                          |                          |                          |  |                        |                          |                          |                          |  |                 |                    |                    |                    |  |
|  | Stoke City                         | Stoke City                         | Manchester United                  | Manchester United | 1                      | 0                        |                          |                          |  |                        |                          |                          |                          |  |                 |                    |                    |                    |  |
|  | Stoke City                         | Stoke City                         |                                    |                   |                        |                          |                          |                          |  |                        |                          |                          |                          |  |                 |                    |                    |                    |  |
|  | Brighton & Hove Albion             | Brighton & Hove Albion             | 1                                  |                   |                        |                          |                          |                          |  |                        |                          |                          |                          |  |                 |                    |                    |                    |  |
|  | Brighton & Hove Albion             | Brighton & Hove Albion             | 1                                  |                   | Brighton & Hove Albion | Brighton & Hove Albion   | 5                        |                          |  |                        |                          |                          |                          |  |                 |                    |                    |                    |  |
|  |                                    |                                    |                                    |                   | Brighton & Hove Albion | Brighton & Hove Albion   | 5                        |                          |  |                        |                          |                          |                          |  |                 |                    |                    |                    |  |
|  |                                    |                                    | Grimsby Town                       | Grimsby Town      | 0                      |                          |                          |                          |  |                        |                          |                          |                          |  |                 |                    |                    |                    |  |
|  | Southampton                        | Southampton                        | Grimsby Town                       | Grimsby Town      | 0                      | 1                        |                          |                          |  |                        |                          |                          |                          |  |                 |                    |                    |                    |  |
|  | Southampton                        | Southampton                        |                                    |                   |                        |                          |                          |                          |  |                        |                          |                          |                          |  |                 |                    |                    |                    |  |
|  | Grimsby Town                       | Grimsby Town                       | 2                                  |                   |                        |                          |                          |                          |  |                        |                          |                          |                          |  |                 |                    |                    |                    |  |
|  | Grimsby Town                       | Grimsby Town                       | 2                                  |                   |                        |                          |                          |                          |  | Brighton & Hove Albion | Brighton & Hove Albion   | 0 (6)                    |                          |  |                 |                    |                    |                    |  |
|  |                                    |                                    |                                    |                   |                        |                          |                          |                          |  | Brighton & Hove Albion | Brighton & Hove Albion   | 0 (6)                    |                          |  |                 |                    |                    |                    |  |
|  |                                    |                                    | Manchester United                  | Manchester United | 0 (7)                  |                          |                          |                          |  |                        |                          |                          |                          |  |                 |                    |                    |                    |  |
|  | Manchester United                  | Manchester United                  | Manchester United                  | Manchester United | 0 (7)                  | 3                        |                          |                          |  |                        |                          |                          |                          |  |                 |                    |                    |                    |  |
|  | Manchester United                  | Manchester United                  |                                    |                   |                        |                          |                          |                          |  |                        |                          |                          |                          |  |                 |                    |                    |                    |  |
|  | West Ham United                    | West Ham United                    | 1                                  |                   |                        |                          |                          |                          |  |                        |                          |                          |                          |  |                 |                    |                    |                    |  |
|  | West Ham United                    | West Ham United                    | 1                                  |                   | Manchester United      | Manchester United        | 3                        |                          |  |                        |                          |                          |                          |  |                 |                    |                    |                    |  |
|  |                                    |                                    |                                    |                   | Manchester United      | Manchester United        | 3                        |                          |  |                        |                          |                          |                          |  |                 |                    |                    |                    |  |
|  |                                    |                                    | Fulham                             | Fulham            | 1                      |                          |                          |                          |  |                        |                          |                          |                          |  |                 |                    |                    |                    |  |
|  | Fulham                             | Fulham                             | Fulham                             | Fulham            | 1                      | 2                        |                          |                          |  |                        |                          |                          |                          |  |                 |                    |                    |                    |  |
|  | Fulham                             | Fulham                             |                                    |                   |                        |                          |                          |                          |  |                        |                          |                          |                          |  |                 |                    |                    |                    |  |
|  | Leeds United                       | Leeds United                       | 0                                  |                   |                        |                          |                          |                          |  |                        |                          |                          |                          |  |                 |                    |                    |                    |  |
|  | Leeds United                       | Leeds United                       | 0                                  |                   |                        |                          |                          |                          |  |                        |                          |                          |                          |  |                 |                    |                    |                    |  |
|  |                                    |                                    |                                    |                   |                        |                          |                          |                          |  |                        |                          |                          |                          |  |                 |                    |                    |                    |  |

### Octavos de final
El sorteo de los octavos de final o quinta ronda, tuvo lugar el 29 de enero de 2023, consistió de los 16 ganadores de la cuarta ronda. Los partidos se jugaron el 28 de febrero y 1 de marzo de 2023. Desde esta ronda, en caso de empate, ya no se jugó un replay o partido de desempate; se utilizaría tiempo extra y tanda de penales de ser necesario.
| Equipo 1          | Resultado | Equipo 2               |
| ----------------- | --------- | ---------------------- |
| Southampton       | 1–2       | Grimsby Town           |
| Leicester City    | 1–2       | Blackburn Rovers       |
| Stoke City        | 0–1       | Brighton & Hove Albion |
| Sheffield United  | 1–0       | Tottenham Hotspur      |
| Fulham            | 2–0       | Leeds United           |
| Bristol City      | 0–3       | Manchester City        |
| Manchester United | 3–1       | West Ham United        |
| Burnley           | 1–0       | Fleetwood Town         |

### Cuartos de final
El sorteo de los cuartos de final o sexta ronda, tuvo lugar el 1 de marzo de 2023, consistió de los 8 ganadores de la quinta ronda. Los partidos se jugaron entre el 18 y 19 de marzo de 2023. Para esta ronda, en caso de empate, ya no se jugó un replay o partido de desempate; se utilizaría tiempo extra y tanda de penales de ser necesario.
| Equipo 1               | Resultado | Equipo 2         |
| ---------------------- | --------- | ---------------- |
| Manchester City        | 6–0       | Burnley          |
| Manchester United      | 3–1       | Fulham           |
| Brighton & Hove Albion | 5–0       | Grimsby Town     |
| Sheffield United       | 3–2       | Blackburn Rovers |

### Semifinales
El sorteo de las semifinales o séptima ronda, tuvo lugar el 19 de marzo de 2023, consistió de los 4 ganadores de la sexta ronda. Los partidos se jugaron entre el 22 y 23 de abril de 2023. Para esta ronda, en caso de empate, se utilizó tiempo extra y tanda de penales de ser necesario. Ambos juegos tuvieron lugar en el estadio de Wembley.
| Equipo 1               | Resultado    | Equipo 2          |
| ---------------------- | ------------ | ----------------- |
| Manchester City        | 3–0          | Sheffield United  |
| Brighton & Hove Albion | 0–0 (6–7 p.) | Manchester United |

### Final
La final se disputó el 3 de junio de 2023 en Wembley. 
| 3 de junio de 2023 | Manchester City    | 2:1 (1:1) | Manchester United      | Estadio de Wembley, Londres, Inglaterra, Reino Unido     |                                                          |
| 15:00 (UTC+1)      | - Gündoğan 1', 51' | Reporte   | - Fernandes 33' (pen.) | Asistencia: 83 179 espectadores Árbitro(s): Paul Tierney | Asistencia: 83 179 espectadores Árbitro(s): Paul Tierney |

#### Ficha
| 18    | POR   | Stefan Ortega   |       |
| 2     | DEF   | Kyle Walker     | 90+5' |
| 3     | DEF   | Rúben Dias      |       |
| 25    | DEF   | Manuel Akanji   |       |
| 5     | MED   | John Stones     |       |
| 16    | MED   | Rodri           |       |
| 17    | MED   | Kevin De Bruyne | 76'   |
| 8     | MED   | İlkay Gündoğan  |       |
| 20    | DEL   | Bernardo Silva  |       |
| 10    | DEL   | Jack Grealish   | 89'   |
| 9     | DEL   | Erling Haaland  |       |
| D. T. | D. T. | Pep Guardiola   |       |

| 1     | POR   | David de Gea      |     |
| 29    | DEF   | Aaron Wan-Bissaka |     |
| 19    | DEF   | Raphaël Varane    |     |
| 2     | DEF   | Victor Lindelöf   | 83' |
| 23    | DEF   | Luke Shaw         |     |
| 18    | MED   | Casemiro          |     |
| 17    | MED   | Fred              |     |
| 8     | MED   | Bruno Fernandes   |     |
| 25    | MED   | Jadon Sancho      | 78' |
| 14    | MED   | Christian Eriksen | 62' |
| 10    | DEL   | Marcus Rashford   |     |
| D. T. | D. T. | Erik ten Hag      |     |

| 47 | MED | Phil Foden      | 76'   |
| 6  | DEF | Nathan Aké      | 89'   |
| 14 | DEF | Aymeric Laporte | 90+5' |

| 49 | DEL | Alejandro Garnacho | 62' |
| 27 | DEL | Wout Weghorst      | 78' |
| 39 | MED | Scott McTominay    | 83' |

| 1' · 51' | İlkay Gündoğan | 1:0 2:1 |

| 33' | Bruno Fernandes | 1:1 |

| 81' · 90' | Stefan Ortega Rodri |

| 45+4' · 79' | Aaron Wan-Bissaka Fred |

| Principal  | Paul Tierney |
| Asistentes | Neil Davies  |
|            | Scott Ledger |
| Cuarto     | Peter Bankes |

| VAR            | David Coote |
| Asistentes VAR | Simon Long  |

|                    |     |     |
| Tiros              | 11  | 13  |
| Tiros a puerta     | 5   | 3   |
| Faltas             | 12  | 11  |
| Saques de esquina  | 3   | 3   |
| Penaltis           | 0   | 1   |
| Fueras de juego    | 1   | 3   |
| Posesión del balón | 60% | 40% |

| Alineación inicial |

| 18    | POR   | Stefan Ortega   |       |
| 2     | DEF   | Kyle Walker     | 90+5' |
| 3     | DEF   | Rúben Dias      |       |
| 25    | DEF   | Manuel Akanji   |       |
| 5     | MED   | John Stones     |       |
| 16    | MED   | Rodri           |       |
| 17    | MED   | Kevin De Bruyne | 76'   |
| 8     | MED   | İlkay Gündoğan  |       |
| 20    | DEL   | Bernardo Silva  |       |
| 10    | DEL   | Jack Grealish   | 89'   |
| 9     | DEL   | Erling Haaland  |       |
| D. T. | D. T. | Pep Guardiola   |       |

| 1     | POR   | David de Gea      |     |
| 29    | DEF   | Aaron Wan-Bissaka |     |
| 19    | DEF   | Raphaël Varane    |     |
| 2     | DEF   | Victor Lindelöf   | 83' |
| 23    | DEF   | Luke Shaw         |     |
| 18    | MED   | Casemiro          |     |
| 17    | MED   | Fred              |     |
| 8     | MED   | Bruno Fernandes   |     |
| 25    | MED   | Jadon Sancho      | 78' |
| 14    | MED   | Christian Eriksen | 62' |
| 10    | DEL   | Marcus Rashford   |     |
| D. T. | D. T. | Erik ten Hag      |     |

| 47 | MED | Phil Foden      | 76'   |
| 6  | DEF | Nathan Aké      | 89'   |
| 14 | DEF | Aymeric Laporte | 90+5' |

| 49 | DEL | Alejandro Garnacho | 62' |
| 27 | DEL | Wout Weghorst      | 78' |
| 39 | MED | Scott McTominay    | 83' |

| 1' · 51' | İlkay Gündoğan | 1:0 2:1 |

| 33' | Bruno Fernandes | 1:1 |

| 81' · 90' | Stefan Ortega Rodri |

| 45+4' · 79' | Aaron Wan-Bissaka Fred |

| Principal  | Paul Tierney |
| Asistentes | Neil Davies  |
|            | Scott Ledger |
| Cuarto     | Peter Bankes |

| VAR            | David Coote |
| Asistentes VAR | Simon Long  |

|                    |     |     |
| Tiros              | 11  | 13  |
| Tiros a puerta     | 5   | 3   |
| Faltas             | 12  | 11  |
| Saques de esquina  | 3   | 3   |
| Penaltis           | 0   | 1   |
| Fueras de juego    | 1   | 3   |
| Posesión del balón | 60% | 40% |

| Alineación inicial |

| 18    | POR   | Stefan Ortega   |       |
| 2     | DEF   | Kyle Walker     | 90+5' |
| 3     | DEF   | Rúben Dias      |       |
| 25    | DEF   | Manuel Akanji   |       |
| 5     | MED   | John Stones     |       |
| 16    | MED   | Rodri           |       |
| 17    | MED   | Kevin De Bruyne | 76'   |
| 8     | MED   | İlkay Gündoğan  |       |
| 20    | DEL   | Bernardo Silva  |       |
| 10    | DEL   | Jack Grealish   | 89'   |
| 9     | DEL   | Erling Haaland  |       |
| D. T. | D. T. | Pep Guardiola   |       |

| 1     | POR   | David de Gea      |     |
| 29    | DEF   | Aaron Wan-Bissaka |     |
| 19    | DEF   | Raphaël Varane    |     |
| 2     | DEF   | Victor Lindelöf   | 83' |
| 23    | DEF   | Luke Shaw         |     |
| 18    | MED   | Casemiro          |     |
| 17    | MED   | Fred              |     |
| 8     | MED   | Bruno Fernandes   |     |
| 25    | MED   | Jadon Sancho      | 78' |
| 14    | MED   | Christian Eriksen | 62' |
| 10    | DEL   | Marcus Rashford   |     |
| D. T. | D. T. | Erik ten Hag      |     |

| 47 | MED | Phil Foden      | 76'   |
| 6  | DEF | Nathan Aké      | 89'   |
| 14 | DEF | Aymeric Laporte | 90+5' |

| 49 | DEL | Alejandro Garnacho | 62' |
| 27 | DEL | Wout Weghorst      | 78' |
| 39 | MED | Scott McTominay    | 83' |

| 1' · 51' | İlkay Gündoğan | 1:0 2:1 |

| 33' | Bruno Fernandes | 1:1 |

| 81' · 90' | Stefan Ortega Rodri |

| 45+4' · 79' | Aaron Wan-Bissaka Fred |

| Principal  | Paul Tierney |
| Asistentes | Neil Davies  |
|            | Scott Ledger |
| Cuarto     | Peter Bankes |

| VAR            | David Coote |
| Asistentes VAR | Simon Long  |

|                    |     |     |
| Tiros              | 11  | 13  |
| Tiros a puerta     | 5   | 3   |
| Faltas             | 12  | 11  |
| Saques de esquina  | 3   | 3   |
| Penaltis           | 0   | 1   |
| Fueras de juego    | 1   | 3   |
| Posesión del balón | 60% | 40% |

| Alineación inicial |

| 18    | POR   | Stefan Ortega   |       |
| 2     | DEF   | Kyle Walker     | 90+5' |
| 3     | DEF   | Rúben Dias      |       |
| 25    | DEF   | Manuel Akanji   |       |
| 5     | MED   | John Stones     |       |
| 16    | MED   | Rodri           |       |
| 17    | MED   | Kevin De Bruyne | 76'   |
| 8     | MED   | İlkay Gündoğan  |       |
| 20    | DEL   | Bernardo Silva  |       |
| 10    | DEL   | Jack Grealish   | 89'   |
| 9     | DEL   | Erling Haaland  |       |
| D. T. | D. T. | Pep Guardiola   |       |

| 1     | POR   | David de Gea      |     |
| 29    | DEF   | Aaron Wan-Bissaka |     |
| 19    | DEF   | Raphaël Varane    |     |
| 2     | DEF   | Victor Lindelöf   | 83' |
| 23    | DEF   | Luke Shaw         |     |
| 18    | MED   | Casemiro          |     |
| 17    | MED   | Fred              |     |
| 8     | MED   | Bruno Fernandes   |     |
| 25    | MED   | Jadon Sancho      | 78' |
| 14    | MED   | Christian Eriksen | 62' |
| 10    | DEL   | Marcus Rashford   |     |
| D. T. | D. T. | Erik ten Hag      |     |

| 47 | MED | Phil Foden      | 76'   |
| 6  | DEF | Nathan Aké      | 89'   |
| 14 | DEF | Aymeric Laporte | 90+5' |

| 49 | DEL | Alejandro Garnacho | 62' |
| 27 | DEL | Wout Weghorst      | 78' |
| 39 | MED | Scott McTominay    | 83' |

| 1' · 51' | İlkay Gündoğan | 1:0 2:1 |

| 33' | Bruno Fernandes | 1:1 |

| 81' · 90' | Stefan Ortega Rodri |

| 45+4' · 79' | Aaron Wan-Bissaka Fred |

| Principal  | Paul Tierney |
| Asistentes | Neil Davies  |
|            | Scott Ledger |
| Cuarto     | Peter Bankes |

| VAR            | David Coote |
| Asistentes VAR | Simon Long  |

|                    |     |     |
| Tiros              | 11  | 13  |
| Tiros a puerta     | 5   | 3   |
| Faltas             | 12  | 11  |
| Saques de esquina  | 3   | 3   |
| Penaltis           | 0   | 1   |
| Fueras de juego    | 1   | 3   |
| Posesión del balón | 60% | 40% |

| Alineación inicial |

|                       |
| Campeón               |
| Bandera de Inglaterra |
| Manchester City F. C. |
| 7.° título            |

## Goleadores
| Posición | Jugador       | Club            | Goles |
| -------- | ------------- | --------------- | ----- |
| 1        | Paul Mullin   | Wrexham         | 8     |
| 2        | Riyad Mahrez  | Manchester City | 5     |
| 3        | Armando Dobra | Chesterfield    | 4     |